# Киселка (Карловарский край)
Киселка (чеш. Kyselka, до 1950 года Кысибл Киселка, чеш. Kysibl Kyselka, нем. Gießhübl-Sauerbrunn) — муниципалитет в районе Карловы Вары Карловарского края Чехии.
Был назван в честь минеральной воды, содержащей углекислый газ.

## География
Муниципалитет расположен примерно в десяти километрах к северо-востоку от Карловых Вар в долине реки Огрже. Здесь впадает и её небольшой приток Ломнице, вытекающая из военного городка с полигонами Градиште.

## История
Первое письменное упоминание о Киселке датируется 1867 годом. Сегодня муниципалитет, курорт и курортные памятники находятся в упадке. В муниципалитете находится главный завод по розливу минеральной воды Маттони.